# 荷蘭水線

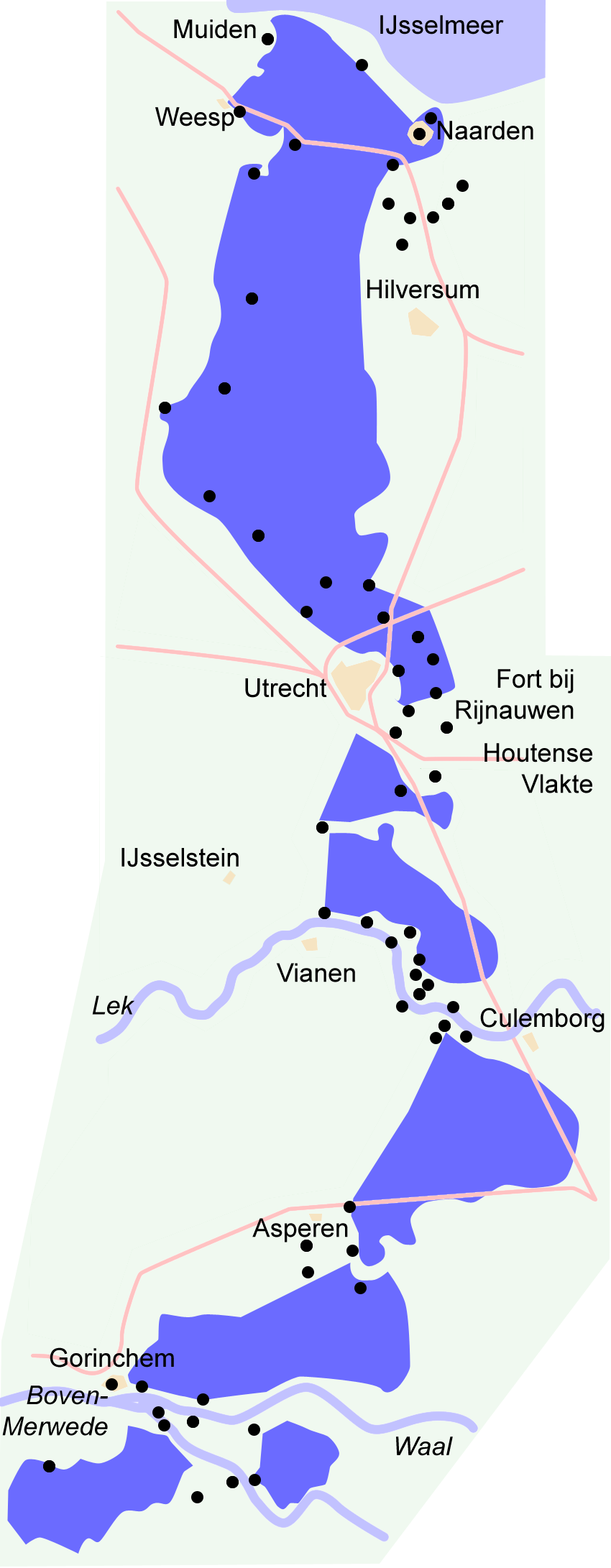
新水線地圖

荷蘭水線（荷蘭語：Hollandsche Waterlinie）是拿索的毛里茨在17世紀初期構想的一個基於水體的防禦系統，並由其同父異母兄弟奧蘭治親王實現。這一防禦系統可使荷蘭實際成為島嶼。19世紀時，荷蘭水線擴展到烏德勒支。2021年，荷蘭水線被列為世界遺產。

## 外部連結
- Knowledge database for The Dutch Water Line （页面存档备份，存于）
- Site about the war in May 1940 in the Netherlands (in English) （页面存档备份，存于）